# Woodstock (pel·lícula)
Woodstock és una pel·lícula documental estatunidenca del 1970 sobre el contracultural Festival de Woodstock que va tenir lloc l'agost de 1969 a prop de Betel, Nova York.
La pel·lícula va ser dirigida per Michael Wadleigh. S'han acreditat set editors, inclosos Thelma Schoonmaker, Martin Scorsese i Wadleigh. Woodstock va ser un gran èxit comercial i de crítica. Va rebre el Oscar al millor documental. Schoonmaker va ser nominat a l'Oscar al millor muntatge, una distinció rara per a un documental. Dan Wallin i L. A. Johnson foren nominats a l’ Oscar al millor so. La pel·lícula es va projectar al 23è Festival Internacional de Cinema de Canes, però no es va presentar a la competició principal.
L'estrena de la pel·lícula l'any 1970 va durar 185 minuts. El 1994 es va estrenar una versió del director de 224 minuts. Tots dos talls es prenen llibertats amb la cronologia del festival. Tanmateix, els actes d'obertura i clausura són els mateixos a la pel·lícula que van aparèixer a l'escenari; Richie Havens obre l'espectacle i Jimi Hendrix el tanca.
El 1996, la pel·lícula va ser seleccionada per a la conservació al National Film Registry dels Estats Units per la Biblioteca del Congrés com a "important culturalment, històricament o estèticament".
Una edició ampliada del 40è aniversari de Woodstock, llançada el 9 de juny de 2009, en formats Blu-ray i DVD, inclou actuacions addicionals que no s'havien vist abans a la pel·lícula, i inclou versions allargades de les actuacions existents, com Creedence Clearwater Revival.

## Artistes

### Artistes per aparició
| No. | Grup / Cantants              | Títol                                                                        |
| 1.* | Crosby, Stills & Nash        | "Long Time Gone"                                                             |
| 2.* | Canned Heat                  | "Going Up the Country"                                                       |
| 3.* | Crosby, Stills & Nash        | "Wooden Ships"                                                               |
| 4.  | Richie Havens                | "Handsome Johnny"                                                            |
| 5.  | Richie Havens                | "Freedom" / "Sometimes I Feel Like a Motherless Child"                       |
| 6.  | Canned Heat                  | "A Change Is Gonna Come" **                                                  |
| 7.  | Joan Baez                    | "Joe Hill"                                                                   |
| 8.  | Joan Baez                    | "Swing Low Sweet Chariot"                                                    |
| 9.  | The Who                      | "We're Not Gonna Take It" / "See Me, Feel Me"                                |
| 10. | The Who                      | "Summertime Blues"                                                           |
| 11. | Sha-Na-Na                    | "At the Hop"                                                                 |
| 12. | Joe Cocker i the Grease Band | "With a Little Help from My Friends"                                         |
| 13. | Audience                     | "Crowd Rain Chant"                                                           |
| 14. | Country Joe and the Fish     | "Rock and Soul Music"                                                        |
| 15. | Arlo Guthrie                 | "Coming Into Los Angeles"                                                    |
| 16. | Crosby, Stills & Nash        | "Suite: Judy Blue Eyes"                                                      |
| 17. | Ten Years After              | "I'm Going Home"                                                             |
| 18. | Jefferson Airplane           | "Saturday Afternoon" / "Won't You Try" **                                    |
| 19. | Jefferson Airplane           | "Uncle Sam's Blues" **                                                       |
| 20. | John Sebastian               | "Younger Generation"                                                         |
| 21. | Country Joe McDonald         | "FISH Cheer / Feel-Like-I'm-Fixing-to-Die-Rag"                               |
| 22. | Santana                      | "Soul Sacrifice"                                                             |
| 23. | Sly and the Family Stone     | "Dance to the Music" / "I Want to Take You Higher"                           |
| 24. | Janis Joplin                 | "Work Me, Lord" **                                                           |
| 25. | Jimi Hendrix                 | "Voodoo Child (Slight Return)" (anomenada "Voodoo Chile" a la pel·lícula) ** |
| 26. | Jimi Hendrix                 | "The Star-Spangled Banner"                                                   |
| 27. | Jimi Hendrix                 | "Purple Haze"                                                                |
| 28. | Jimi Hendrix                 | "Woodstock Improvisation" **                                                 |
| 29. | Jimi Hendrix                 | "Villanova Junction"                                                         |
| 30. | Crosby, Stills, Nash & Young | "Woodstock"* / "Find the Cost of Freedom" **                                 |

* gravació d'estudi d'un àlbum de l'artista

** Només tall del director, no a l'estrena original

### Artistes omesos
- Sweetwater
- Incredible String Band
- Bert Sommer (Joan Baez es veu parlant d'ell durant la seva entrevista entre bastidors)
- Tim Hardin (s'inclouen alguns dels seus diàlegs)
- Ravi Shankar
- Melanie
- Quill
- Keef Hartley
- Mountain
- Grateful Dead (inclou una entrevista a Jerry Garcia)
- Creedence Clearwater Revival
- The Band
- Blood, Sweat & Tears
- Johnny i Edgar Winter
- Paul Butterfield

## Recepció i llegat
Woodstock va rebre l'aclamació universal dels crítics de diaris i revistes el 1970. També va ser un gran èxit de taquilla. L'edició del 20 de maig de 1970 de Variety va informar que anava bé en la seva tercera setmana a Chicago i San Francisco. A cadascuna d'aquestes àrees metropolitanes, la pel·lícula només es va presentar a un cinema durant aquella setmana, però molts milers se'n van presentar. Finalment, després que es representés a més cinemes incloent més d'un per àrea metropolitana, va recaptar 50 milions de dòlars als Estats Units. El pressupost per a la seva producció va ser de només 600.000 dòlars, la qual cosa la va convertir no sols en la cinquena pel·lícula més taquillera de 1970, sinó també en una de les pel·lícules més rendibles de aquell any també.
Dècades després de la seva estrena inicial, la pel·lícula va obtenir una rara qualificació 100% "fresca" a Rotten Tomatoes, basada en 25 ressenyes, amb una mitjana ponderada de 8,58/10. El consens crític diu: "En documentar possiblement el festival de música més reconegut de la història, Woodstock: 3 Days of Peace & Music aconsegueix la rara gesta de capturar l'esperit únic de la seva època."
A la seva ressenya original de 1970, Roger Ebert va puntuar la pel·lícula amb 4 estrelles (sobre 4) i la va descriure com "potser el millor documental mai fet a Amèrica", i va afegir: "El més destacable de la pel·lícula de Wadleigh és que aconsegueix fer-nos tan completament. sentir com ha d'haver estat ser-hi". El 2005, Ebert va afegir Woodstock a la seva llista de "Grans pel·lícules" i va escriure una ressenya retrospectiva que deia: "Woodstock és una bella, commovedora, en definitiva una gran pel·lícula...Ara que el període es descriu com un temps llunyà com "els anys 20" o "els anys 30", com de commovedor és en aquesta pel·lícula veure tota la flor del seu moment, de la seva joventut i esperança."
El 1996, Woodstock va ser seleccionat per a la conservació al National Film Registry dels Estats Units per la Biblioteca del Congrés com a "important cultural, històricament o estèticament".
Al thriller de ciència-ficció L'home omega (1971), es veu al coronel Robert Neville (interpretat per Charlton Heston) viatjant a una sala de cinema de Los Angeles per projectar la pel·lícula per ell sol. Woodstock havia estat un debut cinematogràfic recent abans de l'estrena de L'home omega, i s'havia projectat (producció contínua) en alguns cinemes durant mesos. Neville comenta que la pel·lícula és tan popular que "es va celebrar per tercer any consecutiu". Mentre repeteix alguns dels diàlegs textuals, és evident que Neville ha repetit el ritual moltes vegades durant els dos anys que s'ha cregut l'últim home viu a la Terra.
En una ressenya de 2009, Noel Murray de The AV Club va qualificar el llançament del DVD A−, afirmant que "Wadleigh va crear una pel·lícula amb un flux reflexiu; explica la història completa de l'esdeveniment, des de la paranoia (i l'acceptació eventual) dels locals a les actituds útils (i eventuals paranoies) de la multitud. Woodstock s'executa durant més de 20 minuts abans que Wadleigh fins i tot arribi a qualsevol de les actuacions, i al llarg de la pel·lícula, es redueix a les entrevistes i muntatges que dibuixen l'abast. de la minicomunitat formada a Woodstock, en totes les seves glòries i tristesa." Entertainment Weekly va anomenar aquesta pel·lícula el referent de pel·lícules de concerts i un dels documentals més entretinguts que s'hagin fet mai.

## Edicions posteriors

### Versió del director del 25è aniversari (1994)
En el 25è aniversari del festival, l'any 1994, als 224 minuts de la versió del director de la pel·lícula —subtitulada 3 Days of Peace & Music— es va estrenar a les sales de cinema i més tard en DVD. Va afegir més de 40 minuts i va incloure actuacions addicionals de Canned Heat, Jefferson Airplane i Janis Joplin. El conjunt de Jimi Hendrix al final de la pel·lícula també es va ampliar amb dos números addicionals.
Després dels crèdits finals, en els que Crosby, Stills, Nash & Young canten "Find the Cost of Freedom" es mostra una llista de persones destacades de la "Generació Woodstock" que havien mort, inclòs John F. Kennedy, Malcolm X, Max Yasgur, Roy Orbison, Abbie Hoffman, Paul Butterfield, Keith Moon, Bob Hite, Richard Manuel, Janis Joplin i Jimi Hendrix. Acaba amb l'epitafi a la dreta:

### Edició del 40è aniversari (2009)
El 9 de juny de 2009, es va publicar una edició del 40è aniversari en conjunts de dos discos en Blu-ray i DVD, disponibles tant com a "Edició especial" com a "Edició de col·leccionista definitiva". Aquest últim inclou nombroses gravacions. El tall del director es va remasteritzar recentment en alta definició amb una exploració de 2K dels elements originals i va proporcionar una nova barreja d'àudio 5.1. Entre les característiques especials hi ha 18 actuacions inèdites d'artistes com Joan Baez, Country Joe McDonald, Santana, The Who, Jefferson Airplane, Canned Heat o Joe Cocker; cinc dels artistes inclosos —Paul Butterfield, Creedence Clearwater Revival, The Grateful Dead, Johnny Winter i Mountain— van tocar a Woodstock però mai havien aparegut en cap versió cinematogràfica.
Les cançons addicionals, una col·lecció de 143 minuts de 18 actuacions presentades en definició estàndard, es titula "Untold Stories":
- Joan Baez: "{I Live} One Day at a Time" (4:17)
- Country Joe McDonald: "Flying High" (2:21)
- Santana: "Evil Ways" (3:56)
- Canned Heat: "I'm Her Man" (5.33)
- Canned Heat: "On the Road Again" (10.49)
- Mountain: "Beside the Sea" (3:38)
- Mountain: "Southbound Train" (6:17)
- The Grateful Dead: "Turn on Your Love Light" (37:44)
- Creedence Clearwater Revival: "Born on the Bayou" (5:12)
- Creedence Clearwater Revival: "I've Put a Spell on You" (4:10)
- Creedence Clearwater Revival: "Keep on Chooglin" (9:25)
- The Who: "We're Not Going to Take It" (9:07)
- The Who: "My Generation" (7:36)
- Jefferson Airplane: "3/5 of a Mile in 10 Seconds" (5:40)
- Joe Cocker: "Something's Coming On" (4:14)
- Johnny Winter: "Mean Town Blues" (10:52)
- Paul Butterfield: "Morning Sunrise" (8:26)
- Sha Na Na: "Teen Angel" (3:21)

Les funcions de bonificació, també en definició estàndard, duren 77 minuts. Amb el títol "Woodstock: From Festival to Feature", cobreixen el festival, els reptes de fer la pel·lícula, la seva recepció i llegat, i altres temes:
- The Camera
- 365,000 Feet of Film
- Shooting Stage
- The Lineup
- Holding the Negative Hostage
- Announcements
- Suits vs. Longhairs
- Documenting History
- Woodstock: The Journey
- Pre-Production
- Production
- Synchronization
- The Crowd
- No Rain! No Rain!
- 3 Days in a Truck
- The Woodstock Effect
- Living Up to Idealism
- World's Longest Optical
- Critical Acclaim
- The Hog Farm Commune (Courtesy of The Museum at Bethel Woods)
- Hugh Hefner and Michael Wadleigh (The Woodstock Connection)

### Woodstock: 3 Days of Peace & Music– The Director's Cut, 40th Anniversary Revisited (2014)
Aquesta edició conté la mateixa versió Blu-ray de la pel·lícula estrenada el 2009 juntament amb el segon disc Blu-ray amb funcions addicionals, però aquests últims ara es presenten en alta definició. El conjunt també afegeix un tercer disc Blu-ray amb setze actuacions més inèdites i vuit funcions més.
Les 16 actuacions, que sumen 73 minuts, es titularan "Untold Stories Revisited":
1. Melanie: "Mr. Tambourine Man/Tuning My Guitar" (6:18)
2. Joan Baez: "Oh Happy Day" (3:59)
3. Joan Baez: "I Shall Be Released" (3:38)
4. Santana: "Persuasion" (2:55)
5. Canned Heat: "Woodstock Boogie" (8:38)
6. The Grateful Dead: "Mama Tried" (2:53)
7. The Who: "Sparks" (5:25)
8. The Who: "Pinball Wizard" (2:51)
9. Jefferson Airplane: "Volunteers" (2:53)
10. Jefferson Airplane: "Come Back Baby" (5:56)
11. Country Joe and the Fish: "Not So Sweet Martha Lorraine" (4:23)
12. Crosby, Stills & Nash: "Helplessly Hoping" (2:27)
13. Crosby, Stills & Nash: "Marrakesh Express" (2:55)
14. The Paul Butterfield Blues Band: "Everything's Gonna Be Alright" (8:53)
15. Sha Na Na: "Book of Love" (2:07)
16. Jimi Hendrix: "Spanish Castle Magic" (7:09)

Els vuit llargmetratges es diuen "Woodstock: From Festival to Feature Revisited." Tenen un total de 32 minuts i cobreixen el festival entre bastidors, la seva història i llegat, i la restauració de la pel·lícula:
1. Restoration
2. Technical Difficulties
3. Woodstock: A Turning Point
4. Food, Lodging & First Aid
5. Reflections of an Era
6. Woodstock: A Farm in Bethel
7. A Cinematic Revolution
8. The Woodstock Generation